# Meritxell Bosch Martínez
Meritxell Bosch Martínez (Los Teques, 1982) es una ilustradora y autora de cómics venezolana afincada en España.

## Trayectoria
La trayectoria profesional de Bosch estuvo marcada por ser hija de una relación de violencia de género, situación que marcó su infancia y adolescencia. Enfermó de bulimia, sufrió bullying en el colegio por problemas de sobrepeso, y llegó a intentar suicidarse. Consiguió superar esta situación gracias a su afición al dibujo. Esta experiencia fue la base biográfica de su obra Yo, gorda, publicada por la editorial La Cúpula en 2017. En diferentes entrevistas, Bosch señaló que los cómics en general, y Yo gorda en particular, le sirvieron para superar los traumas que arrastraba desde su adolescencia.
Entre 1998 y 2004, estudió en la escuela Joso de Barcelona, Centro de enseñanza dedicado a los cómics y las artes visuales. En 2009, fue coautora junto al estadounidense Nordling Lee de FishFishFish, editado por Graphic Universe & Trade. Desde 2013, trabaja en la editorial Lerner Publishing Group. En 2021 participó en el proyecto Efectos Secundarios, coeditado por Astiberri y la Fundación Cultura en Vena.

## Reconocimientos
Bosch es una de las pocas mujeres ganadoras del Eisner, reconocido premio de la industria del cómic. Lo consiguió en 2015 en la categoría de Mejor publicación para niños (hasta 7 años) con su obra BirdCatDog. También estuvo presente como autora, dentro de un mundo principalmente masculino, en el Salón del Cómic de Barcelona de 2017.

## Obras
- 2021 – Efectos secundarios. Astiberri y la Fundación Cultura en Vena.[8]
- 2017 – Yo, gorda. Editorial La Cúpula.[4]
- 2014 – BirdCatDog. Autor, Nordling Lee. Ilustradora, Meritxell Bosch. Editorial Graphic Universe & Trade.[11]
- 2009 – FishFishFish. Coautores, Nordling Lee y Meritxell Bosch. Editorial Graphic Universe & Trade.[5]